# Congocharax
Congocharax is een geslacht van straalvinnige vissen uit de familie van de hoogrugzalmen (Distichodontidae).

## Soorten
- Congocharax olbrechtsi (Poll, 1954)
- Congocharax spilotaenia (Boulenger, 1912)